# William Penney

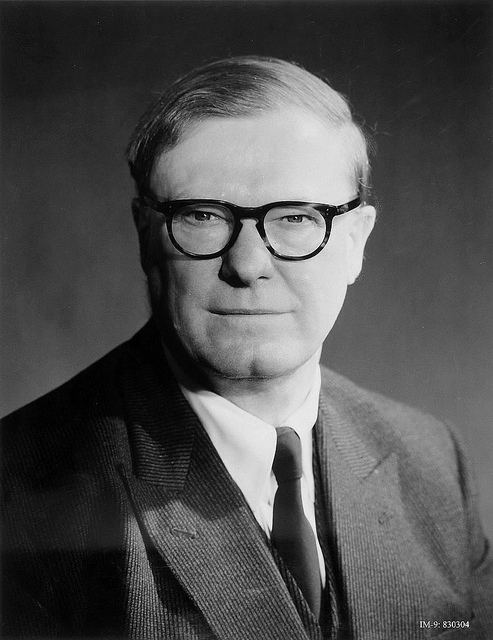
William Penney, um 1945

William George Penney, Baron Penney (* 24. Juni 1909 in Gibraltar; † 3. März 1991 in East Hendred, Oxfordshire) war ein britischer Physiker. Penney gilt als der Vater der britischen Atombombe.

## Ausbildung und Anfangsjahre
Penney war der Sohn eines Sergeant-Major im Royal Army Ordnance Corps. Er wuchs in Sheerness in Kent auf und besuchte technische Schulen in Colchester und Sheerness, wo sein naturwissenschaftliches und mathematisches Talent früh auffiel. Er studierte ab 1927 mit einem Stipendium am Imperial College London (Royal College of Science) mit dem Bachelor-Abschluss in Mathematik in 1929 und anschließend mit Bestnoten und dem Master-Abschluss in Mathematik 1931. Danach forschte er an der University of London, an der er 1932 promoviert wurde mit einer Arbeit über Festkörperphysik. Als Post-Doktorand war er mit einem Commonwealth Fund Stipendium 1931 bis 1933 an der University of Wisconsin–Madison und ab 1933 mit einem 1851 Exhibition Stipendium an der Universität Cambridge (Trinity College), wo er ganz zur Physik wechselte. 1935 erhielt er einen Doktorgrad (D. Sc.) in mathematischer Physik in Cambridge mit einer Arbeit über die Anwendung der Quantenmechanik in der Festkörperphysik. 1936 war er Stokes Student am Pembroke College in Cambridge und im selben Jahr wurde er Reader (Assistenzprofessor) für Mathematik am Imperial College, was er bis 1945 blieb.
In der Festkörperphysik ist er für das von ihm in den 1930er Jahren entwickelte Kronig-Penney-Modell bekannt.

## Zweiter Weltkrieg
Im Zweiten Weltkrieg forschte und entwickelte er zunächst bis 1943 für das Heimatschutzministerium und die Royal Navy, unter anderem an der Wirkung von Stoßwellen bei Bombenexplosionen und Unterwasserexplosionen und der Konstruktion der künstlichen Häfen für die Landung in der Normandie (Mulberry-Häfen). Kurz vor der Landung in der Normandie 1944 stieß er zum britischen Atombombenprojekt (Tube Alloy Project) und wurde Leiter der britischen Delegation beim Manhattan Project in den USA. Dort war er bald wegen seiner Führungsqualitäten und wissenschaftlichen Beiträge, insbesondere zu den Auswirkungen der Stoßwellen der Explosion, von den US-amerikanischen Wissenschaftlern als führendes Mitglied des Labors in Los Alamos anerkannt. Er war beim Trinity-Test 1945 dabei und beobachtete mit selbst konstruierten Instrumenten die Wirkung der Stoßwelle der Atombombenexplosion, beriet das Target Committee in Washington D. C. bei der Auswahl der Angriffsziele und der Detonationshöhe für die ersten Atombomben, wobei er Hiroshima und Nagasaki wegen der umliegenden Berge befürwortete, und war auf einem Begleitflugzeug Augenzeuge des Atombombeneinsatzes über Nagasaki. Nach der Kapitulation Japans war er einer der Ersten, der die Auswirkungen der Atombombenexplosion vor Ort untersuchte.

## Britisches Atombombenprojekt nach dem Krieg
1945 kehrte er nach England zurück, wo er die Leitung der Entwicklung einer eigenen britischen Atombombe übernahm, als Chief Superintendent Armament Research (CSAR, genannt Caesar) in Fort Halstead in Kent. In dieser Funktion war er auch allgemein für die Waffenforschung zuständig. 1946 kehrte er noch einmal in die USA zurück, um auf Einladung von Leslie Groves die Stoßwelleneffekte bei Atombombentests auf dem Bikini-Atoll zu untersuchen (Unternehmen Crossroads).
Als klar wurde, dass die US-Amerikaner die Briten nicht als eigenständiges Mitglied an ihrem Atombombenprojekt partizipieren lassen wollten (McMahon Act 1946), begann auf britischer Seite auf Anweisung der Regierung von Clement Attlee die Entwicklung einer eigenen Atombombe unter Leitung von Penney. Im Winter 1946/47 kehrte er nochmals nach Washington zurück, um als Berater des britischen Vertreters bei der Atomic Energy Commission seine Kontakte zu nutzen. Die Atombombenentwicklung fand in einer mit dem Decknamen High Explosive Research (HER) versehenen Gruppe am Royal Arsenal in Woolwich  und in Fort Halstead statt, ab 1950 auf dem aufgegebenen Flugfeld der Royal Air Force in Aldermaston (dort ab 1953 umbenannt in Atomic Weapons Research Establishment). Die Leitung hatte ab Mai 1947 offiziell Penney. Ziel war die Entwicklung einer Plutoniumbombe, die in den technischen Details im Vergleich zur Nagasaki-Bombe völlig neu entwickelt wurde. Der erste Test fand am 3. Oktober 1952 auf der Tremouille-Insel (Teil der Montebello-Inseln) vor der Westküste Australiens statt (Operation Hurricane), gefolgt von zahlreichen weiteren Tests in Australien. Penney leitete in Aldermaston auch die Entwicklung der britischen Wasserstoffbombe, die 1957 getestet wurde (Operation Grapple). Den Anspruch Väter der britischen Wasserstoffbombe erhob später John Clive Ward, doch wurden auch andere Physiker genannt wie Keith V. Roberts, William Richard Joseph Cook (später geadelt und stellvertretender Direktor in Aldermaston), Henry Hulme und John Bryan Taylor. Später waren die Kernwaffentests wegen der dabei erfolgten Strahlenexposition von Ureinwohnern und anderen Zivilisten und von militärischem Personal in Großbritannien und Australien Gegenstand heftiger Kritik, die auch Penney traf. Penney gab im Nachhinein eine Gefährdung vor der australischen McClelland Kommission Mitte der 1980er Jahre zu, beharrte aber darauf, dass dies damals akzeptierten Sicherheitsstandards entsprach.
Die Leitung des Atombombenprojekts lag zunächst beim Versorgungsministerium und ab 1954 bei der neu gegründeten United Kingdom Atomic Energy Authority (UKAEA). Penney war 1954 bis 1967 in deren Rat (zuständig für Kernwaffenforschung), war ab 1961 dessen stellvertretender Vorsitzender und war ab 1964 bis 1967 deren Vorsitzender. Penney war 1953 bis 1959 Leiter des Atomic Weapons Research Establishment in Aldermaston. Ab 1959 war er Leiter des Atomforschungszentrums (Atomic Energy Research Establishment) in Harwell als Nachfolger von John Cockcroft und damit auch für die zivile Atomenergieentwicklung zuständig.
1957 war er Vorsitzender einer Kommission, die den Reaktorunfall in Windscale untersuchte.

## Spätere Jahre und Privates
1967 bis 1973 war er Rektor des Imperial College London.
1968 bis 1979 war er Direktor von Tube Investments. 1971 bis 1983 war er im Aufsichtsrat von Standard Telephones and Cables.
Er war seit 1935 mit Adele Elms verheiratet, die 1944 starb. Aus der Ehe gingen zwei Söhne hervor. 1945 heiratete er Joan Quennell.

## Auszeichnungen
1946 wurde er als Mitglied („Fellow“) in die Royal Society gewählt, die ihn 1966 mit der Rumford-Medaille „in recognition of his distingsuihed and paramount personal contribution to the establishment of economic nuclear energy in Great Britain“ auszeichnete. 1956 bis 1960 war er Schatzmeister und 1957 bis 1960 Vizepräsident der Royal Society.
- 1946: Officer of the Order of the British Empire (OBE)
- 1952: Knight Commander of the Order of the British Empire (KBE)[3]
- 1962: Mitglied der National Academy of Sciences
- 1967: Life Peerage als „Baron Penney (of East Hendred in the Royal County of Berkshire)“
- 1967: Wilhelm-Exner-Medaille
- 1969: Order of Merit
- 1969: Glazebrook Medal
- 1971: Kelvin Gold Medal

1952 wurde er geadelt. 1970 wurde er Fellow der Royal Society of Edinburgh und 1973 Mitglied der American Philosophical Society. Er war Ehrendoktor der University of Bath (1966, D. Sc.).

## Schriften
- The quantum theory of valency, London 1935